# Isabela Capeto
Isabela Capeto (Rio de Janeiro, 1970) é uma estilista brasileira formada pela Accademia di Moda, em Florença.

## Carreira
A carreira de Isabela Capeto começou quando se formou na Accademia di Moda em Florença, na Italia, no ano de 1.990. Antes  da decisão de  criar a sua própria marca Isabela Capeto respondeu durante quatro anos pela criação das estampas  da Fábrica Bangú, e no período de 1.995 a 2.003, teve passagem pela área de criação de três importantes grifes brasileiras: Maria Bonita, Maria Bonita Extra e Lenny. Em 2003, inaugura seu ateliê. Em 2.004 ganha o prêmio "fazDiferença", prêmio atribuído anualmente pelas Organizações GLOBO. A partir de 2.004  a marca realiza showrooms semestrais em Paris, e suas peças já são encontradas em cerca de vinte países, entre os quais Japão, Reino Unido, França e Estados Unidos.
A mídia internacional também vem garantindo destaque à estilista, que já recebeu citações na Collezione Donna, Conde Nast Traveller, Teen Vogue, ID, Jalouse, Elle France e Vogue América [carece de fontes?].
Após estrear com sucesso no Fashion Rio em janeiro de 2004, Isabela estreou na São Paulo Fashion Week. De 2011 a 2016 desenvolveu quatro coleções infantis para a  rede de Fast fashion C&A. Recentemente, criou uma linha de óculos na rede Chilli Beans.
Em dezembro de 2014, entrou para a lista do FFW dos 50 brasileiros mais "estilosos" da moda.